# Гарден Сити (Џорџија)
Гарден Сити (Џорџија) (енгл. Garden City) град је у америчкој савезној држави Џорџија. По попису становништва из 2010. у њему је живело 8.778 становника.

## Демографија
Према попису становништва из 2010. у граду је живело 8.778 становника, што је 2.511 (22,2%) становника мање него 2000. године.
| Група             | 2000.         | 2010.         |
| Белци             | 5.841 (51,7%) | 3.769 (42,9%) |
| Афроамериканци    | 4.514 (40,0%) | 3.285 (37,4%) |
| Азијати           | 103 (0,9%)    | 120 (1,4%)    |
| Хиспаноамериканци | 675 (6,0%)    | 1.470 (16,7%) |
| Укупно            | 11.289        | 8.778         |